# セブ州
セブ州（セブしゅう、英語: Province of Cebu）は、フィリピン中部の中部ビサヤ地方に属する州である。州都はセブ。

## 地理
セブ島と周囲の小島（マクタン島、カモテス諸島、オランゴ環礁など）をその範囲とする。南東にボホール海峡を挟んでボホール州、南にシキホル州、西にタノン海峡を挟んでネグロス・オリエンタル州、西ビサヤ地方のネグロス・オクシデンタル州、東にレイテ州と隣接している。

## 行政区分

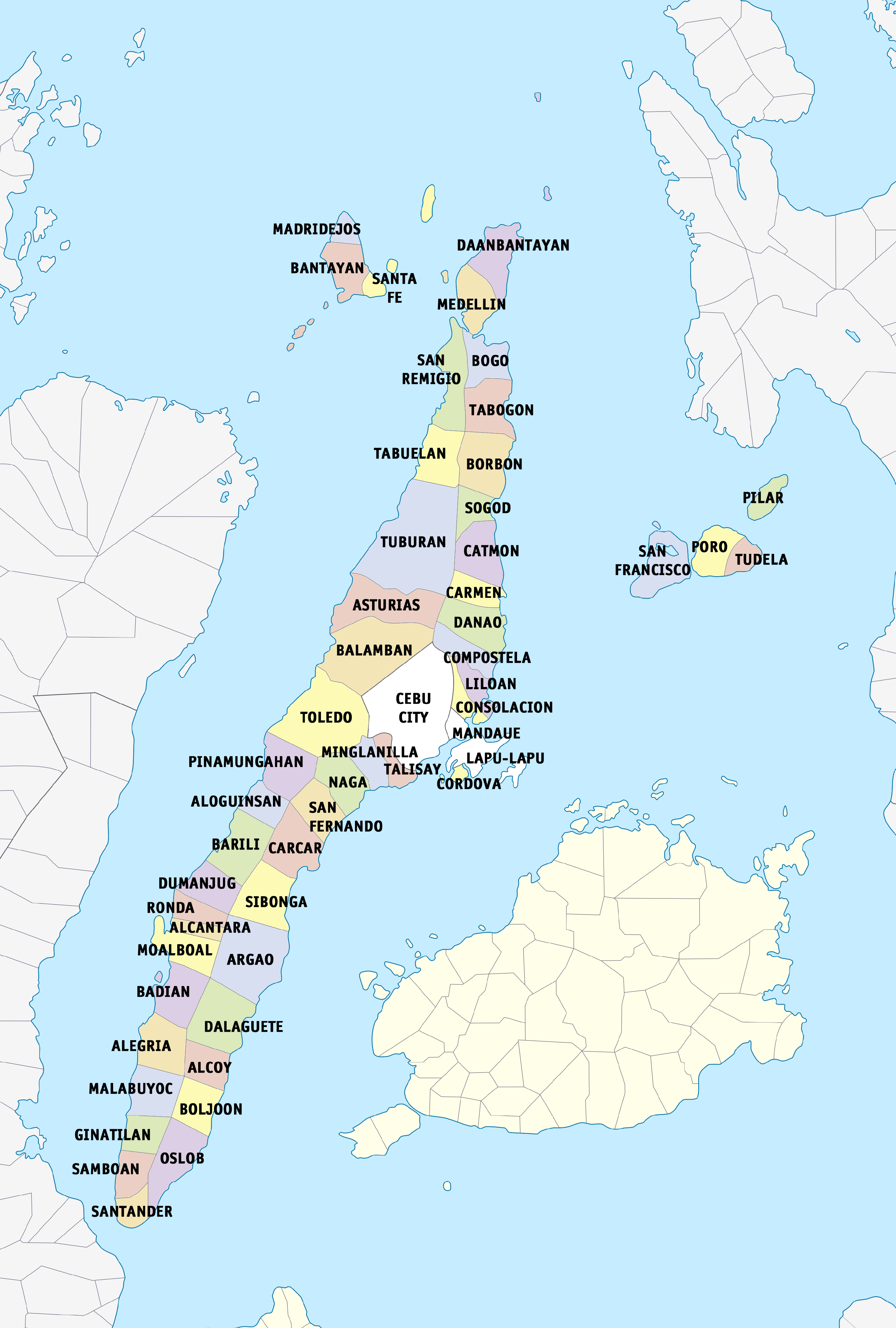
セブ州の行政区画

セブ州には、3つの都市（Independent cities）、6つの市（Component cities）、44の基礎自治体（Municipality）がある。

### 基礎自治体
セブ州には44の基礎自治体（Municipality）がある。
1. Alcantara
2. Alcoy
3. Alegria
4. Aloguinsan
5. Argao
6. Asturias
7. Badian
8. Balamban
9. Bantayan
10. Barili
11. Boljoon
12. Borbon
13. Carmen
14. Catmon
15. Compostela
16. Consolacion
17. Cordova
18. ダンバンタヤン（英語版）
19. Dalaguete
20. Dumanjug
21. Ginatilan
22. Liloan
23. Madridejos
24. Malabuyoc
25. Medellin
26. Minglanilla
27. Moalboal
28. Oslob
29. Pilar
30. Pinamungahan
31. Poro
32. Ronda
33. Samboan
34. San Fernando
35. San Francisco
36. San Remigio
37. Santa Fe
38. Santander
39. Sibonga
40. Sogod
41. Tabogon
42. Tabuelan
43. Tuburan
44. Tudela

### 主要都市
メトロ・セブ (Metro Cebu) と呼ばれるメトロポリスは、首都圏のメトロ・マニラに次ぐ規模で、セブ、マンダウエ、ラプ・ラプ、タリサイの4つの市によって形成されている。
- メトロ・セブ
  - セブ - 州都
  - マンダウエ (Mandaue)
  - ラプ・ラプ (Lapu-Lapu)
  - タリサイ (Talisay)
- ダナオ市（英語版）
- トレド市（英語版）

## 産業
白い砂浜とエメラルドグリーンの綺麗な海でフィリピンのリゾート地として有名で、多くの観光客が訪れる。
近年、IT産業が盛んになっている。コールセンター業務などの請負も多い。

## 交通

### 空路
- マクタン・セブ国際空港（ラプ・ラプ）フィリピン第二の空港。

### 陸路
- マルセロ・フェルナン橋：ラプ＝ラプ市（マクタン島） - マンダウエ（セブ島）間
- マクタン・マンダウエ橋：ラプ＝ラプ市（マクタン島） - マンダウエ（セブ島）間
- セブ・コルドバ連絡高速道路（CCLEX）：コルドバ町（マクタン島） - セブ市（セブ島）間